# Cordiozetes clavisetus
Cordiozetes clavisetus är en kvalsterart som beskrevs av Sandór Mahunka 1983. Cordiozetes clavisetus ingår i släktet Cordiozetes och familjen Liebstadiidae. Inga underarter finns listade i Catalogue of Life.